# Enrique González Casín
Enrique González Casín (Valladolid, Castella i Lleó, 16 de maig de 1990), més conegut com a Quique, és un futbolista castellanolleonès que juga com a davanter.

## Carrera de club
Quique es va formar al planter del Reial Valladolid, i va debutar com a sènior amb el Real Valladolid B la temporada 2007–08, a Segona B.
El 27 d'agost de 2010, Quique va jugar el seu primer partit com a professional, entrant com a substitut en els darrers minuts en una victòria per 3–0 a casa contra el Vila-real CF B, en el campionat de segona divisió. Va acabar la temporada amb sis aparicions amb el primer equip, que va retornar a La Liga després d'una absència de dos anys.
El 2 de setembre 2011, Quique va fitxar per la UD Logroñés de Segona B, com a cedit. Després del seu retorn, va refusar anar cedit al CD Guijuelo i va retornar a l'equip B a la tercera divisió, marcant 19 gols durant la temporada 2012–13.
Després de no comptar pel nou tècnic del Valladolid Juan Ignacio Martínez, Quique va acabar el seu contracte el 21 d'agost de 2013. Va signar pel CD Guadalajara el mateix dia.
Després de marcar 24 gols (el seu màxim de sempre) durant la seva primera i única temporada, Quique va fitxar per la UD Almería de primera divisió, el 21 de maig de 2014. Va debutar en la competició el 12 de setembre, substituint Wellington Silva en el minut 64 d'un partit que va acabar 1–1 a casa contra el Córdoba CF.
Quique va marcar el seu primer gol pels andalusos el 5 de desembre, el tercer d'una victòria a fora per 4–3 contra el Reial Betis a la Copa del Rei. El 30 de gener de 2015, fou cedit al Racing de Santander de la segona divisió fins al juny.
Després de tornar de la cessió, Quique fou titular indiscutible amb l'Almería, i va fer 15 gols durant la temporada, inclòs un doblet en la victòria per 3–1 contra la SD Ponferradina, el 17 d'abril de 2016.
Quique va marcar 16 gols durant la temporada 2016–17, amb doblets contra el Llevant UE (2–2 a casa), AD Alcorcón (3–1 a casa) i CD Mirandés (2–0, també a casa) – que varen ajudar l'equip a evitar el descens. El 14 de juliol de 2017, va signar contracte per cinc anys amb el CA Osasuna de segona divisió, a canvi d'1.5 milions d'euros.
El 20 de juliol de 2018, Quique va fitxar pel Deportivo de La Coruña també de segona, a canvi d'1.7 milions d'euros, el valor de la seva clàusula de rescissió- Va ser el màxim golejador del club durant la temporadan, fent 17 gols.
El 14 de juliol de 2019, Quique va signar contracte per cinc anys amb la SD Eibar de primera divisió, a canvi d'un traspàs aproximat de 3.5 milions d'euros.